# Jarasana
Jarasana là một chi bướm đêm thuộc họ Erebidae.